# Platyoides costeri
Espèce
Platyoides costeri est une espèce d'araignées aranéomorphes de la famille des Trochanteriidae.

## Distribution
Cette espèce est endémique du Cap-Occidental en Afrique du Sud,.

## Description
La femelle décrite par Platnick en 1985 mesure 10,57 mm.

## Étymologie
Cette espèce est nommée en l'honneur d'Alice Coster.

## Publication originale
- Tucker, 1923 : The Drassidae of South Africa. Annals of the South African Museum, vol. 19, p. 251-437 (texte intégral).